# Elis
Elis – pochodzący z Liechtensteinu zespół grający metal symfoniczny. Dawniej znany był jako Erben der Schöpfung. W 2006 roku zespół zmienił wokalistkę. Przyczyną była śmierć Sabine Dünser.
W 2012 roku zespół został rozwiązany.

## Muzycy
Obecny skład zespołu
- Simone Christinat – śpiew (2011–2012)
- Pete Streit – gitara (2003–2012)
- Christian „Chris” Gruber – gitara (2005–2012)
- Tom Saxer – gitara basowa, śpiew (2003–2012)
- Max Naescher – perkusja (2005–2012)

Muzycy koncertowi
- Trevor – perkusja (2009–2012)

Byli członkowie zespołu
- Sandra Schleret – śpiew (2006–2011)
- Sabine Dünser (zmarła) – śpiew (2003–2006)
- Jürgen „Big J” Broger – gitara (2003–2005)
- Franco „Franky” Koller – perkusja (2003–2004)
- René Marxer – perkusja (2004)

## Dyskografia

### Albumy
- Twillight, 2001 (jako Erben der Schöpfung)
- God's Silence, Evil's Temptation, 2003
- Dark Clouds In A Perfect Sky, 2004
- Griefshire, 2006
- Catharsis, 2009

### Single
- Elis, 2001 (jako Erben der Schöpfung)
- Der Letzte Tag, 2004